# Luck van Leeuwen
Leendert Marten "Luck" van Leeuwen (Sassenheim, 29 september 1933) is een Nederlands econoom en voormalig politicus van de CHU en het CDA.

## Biografie
Luck van Leeuwen werkte vanaf 1960 jarenlang voor een verzekeringsmaatschappij uit Rotterdam. Van Leeuwen werd, hoewel gereformeerd, lid van de Christelijk-Historische Unie omdat hij voor die partij meteen wat kon betekenen. Hij werd in 1977 partijvoorzitter van de Christelijk-Historische Unie en was vervolgens als voorzitter nauw betrokken bij de totstandkoming van het Christen-Democratisch Appèl in 1980. Hij was van 1987 tot 1999 lid van de Eerste Kamer en was in de laatste vier jaar tevens fractievoorzitter in de kamer van het CDA. Na de verkiezingsnederlaag van het CDA bij de Tweede Kamerverkiezingen 1994 had hij in de daaropvolgende formatie samen met waarnemend-partijvoorzitter Tineke Lodders een belangrijke rol binnen het CDA. Samen besloten ze dat Elco Brinkman niet tijdens de formatie hoefde af te treden. Van Leeuwen had een cruciale rol bij de Nacht van Wiegel door Martin Batenburg te overtuigen om tegen het correctief referendum te stemmen. Tevens werd Van Leeuwen in 1987 benoemd tot buitengewoon hoogleraar bij de Katholieke Universiteit Brabant.